# Frank Bartley
Frank Bartley IV (New Orleans, 25 febbraio 1994) è un cestista statunitense.